# Mascagnia eggersiana
Mascagnia eggersiana är en tvåhjärtbladig växtart som först beskrevs av Franz Josef Niedenzu, och fick sitt nu gällande namn av W. R. Anderson. Mascagnia eggersiana ingår i släktet Mascagnia och familjen Malpighiaceae. Inga underarter finns listade i Catalogue of Life.